# Meteorologiåret 1896

## Händelser

### Februari
- 26 februari – En värmebölja rapporteras i Maple Plain i Minnesota, USA.[1].

### Mars
- Mars - En stor vårflod vid Androscogginfloden i USA förstör bron i East Turner, Maine [2].
- 31 mars – En snöstorm med blixtnedslag härjar i Minnesota, USA med 13,5 inch snö i Maple Plain [3].

### Maj
- 14 maj – Kallaste majtemperaturerna någonsin uppmäts i 14 delstater i USA [4].
- 25 maj - Ett åskväder över Guelph-Elora i Kanada översvämmar gatorna, och de flesta källare [5].

### Augusti
- 3 augusti – Hagelskur förstör åkrar i Minnesota, USA [6].
- 4-5 augusti - 146 millimeter regn faller över svenska ön Grönskär [7].
- 7 augusti – Värmeböljan i Minnesota, USA avslutas [6].

### November
- 26 november - En storm härjar i Minnesota och North Dakota, USA på Thanksgiving, med regn och åska i söder, snö och snöstorm i de centrala och norra delarna [8].

### December
- 31 december - Skansens nyårsfirande ställs in på grund av snökaos.[9]

## Födda
- 23 mars – Phil Brogan, amerikansk journalist, författare, historiker, geolog, palentolog, geograf, meteorolog och astronom.

## Avlidna
- 9 september – Luigi Palmieri, italiensk fysiker, meteorolog och vulkanforskare.

### Fotnoter
1. ↑  ”Arkiverade kopian”. Arkiverad från originalet den 26 juli 2010. https://web.archive.org/web/20100726102650/http://www.climate.umn.edu/pdf/day_in_weather_history/february_wx_history.pdf. Läst 16 februari 2011.
2. ↑  Environmental History of the Androscoggin River, Maine and New Hampshire
3. ↑  ”Arkiverade kopian”. Arkiverad från originalet den 11 juni 2014. https://web.archive.org/web/20140611100013/http://climate.umn.edu/pdf/day_in_weather_history/march_wx_history.pdf. Läst 26 januari 2015.
4. ↑  ”Arkiverade kopian”. Arkiverad från originalet den 16 juli 2010. https://web.archive.org/web/20100716103814/http://www.climate.umn.edu/pdf/day_in_weather_history/may_wx_history.pdf. Läst 16 februari 2011.
5. ↑  ”Dan, Dan the Weatherman's Canadian Weather Trivia Page”. Arkiverad från originalet den 9 september 2013. https://web.archive.org/web/20130909001246/http://www.dandantheweatherman.com/cantriv.html. Läst 8 mars 2011.
6. 1 2  ”Arkiverade kopian”. Arkiverad från originalet den 26 juli 2010. https://web.archive.org/web/20100726102403/http://www.climate.umn.edu/pdf/day_in_weather_history/august_wx_history.pdf. Läst 16 februari 2011.
7. ↑  SMHI
8. ↑  Famous Minnesota Winter Storms (Listed Chronologically) Arkiverad 7 januari 2009 hämtat från the Wayback Machine.
9. ↑  ”Bolagsfakta”. 16 december 2008. Arkiverad från originalet den 25 maj 2012. https://archive.is/20120525120003/http://www.bolagsfakta.se/pressreleaser/visa/pressrelease/70546/. Läst 16 april 2011.